# Sarcopera cordachida
Sarcopera cordachida är en tvåhjärtbladig växtart som först beskrevs av Hipólito Ruiz López, Amp; Pav. och George Don jr, och fick sitt nu gällande namn av Bedell och S. Dressler. Sarcopera cordachida ingår i släktet Sarcopera och familjen Marcgraviaceae. Inga underarter finns listade i Catalogue of Life.